# 5594 Jimmiller
5594 Jimmiller è un asteroide della fascia principale. Scoperto nel 1991, presenta un'orbita caratterizzata da un semiasse maggiore pari a 3,1653739 au e da un'eccentricità di 0,0508066, inclinata di 10,29728° rispetto all'eclittica.
Fa parte della famiglia di asteroidi Veritas.
L'asteroide è dedicato all'astronomo statunitense James K. Miller.